# Русская Мамайка
Русская Мамайка — село в Хостинском районе муниципального образования город-курорт Сочи Краснодарского края России. Входит в состав Барановского сельского округа.

## География
Село находится в западной части края, в предгорной зоне Причерноморского побережья.

## История
Согласно Закону Краснодарского края от 1 апреля 2004 года № 679-КЗ село Русская Мамайка вошло в состав образованного муниципального образования город-курорт Сочи.

## Население
| 2002 | 2010 |
| ---- | ---- |
| 369  | ↗398 |

Национальный состав
Согласно результатам переписи 2002 года, в национальной структуре населения армяне составляли 55 %, русские	36 % от 369 жителей.

## Инфраструктура
Развит туризм.

## Транспорт
Доступен автомобильный транспорт. Остановка автобусного маршрута 36 (на декабрь 2019).